# François-Xavier Garneau
Pour les articles homonymes, voir Garneau.
François-Xavier Garneau (né le 15 juin 1809 à Québec et mort le 3 février 1866 dans la même ville) est un historien, poète, journaliste et notaire canadien, également greffier de la Ville de Québec. Proche des Patriotes, notamment de Louis-Joseph Papineau et Edmund Bailey O'Callaghan, il est communément reconnu comme ayant contribué à façonner l'identité collective canadienne-française et celle de la nation québécoise d'aujourd'hui.
Son Histoire du Canada français fait de lui le plus influent historien canadien-français du XIXe siècle. On dit que son œuvre avait pour but de faire mentir les propos du rapport de John George Lambton (communément appelé Lord Durham), qui qualifiait les Canadiens français de « peuple sans histoire et sans littérature ». François-Xavier Garneau est reconnu personnage historique national autant par le gouvernement du Canada que par celui du Québec.

## Biographie

### Enfance et formation

#### Des origines modestes
François-Xavier Garneau est né le 15 juin 1809 dans le quartier du faubourg Saint-Jean, à Québec. Il est le premier enfant de Gertrude et François-Xavier Garnault, un journalier originaire de Saint-Augustin-de-Desmaures, un village situé à une vingtaine de kilomètres en amont de Québec. Lors de son baptême à l'église Notre-Dame, le petit François-Xavier se voit octroyer le patronyme de Garneau, plutôt que Garnault. Cette erreur passe inaperçue et il conservera cette dénomination toute sa vie.
Modeste, la famille Garnault survit des fragiles emplois du père de famille. Sans formation ni métier, François-Xavier Garnault est tantôt charretier, tantôt cabaretier ou logeur. En 1813, il tente sa chance dans le commerce et affrète une goélette pour descendre le fleuve : il perd tout dans un naufrage. Les choses semblent s'être améliorées en 1821 puisqu'il se déclare propriétaire de son foyer et d'un cheval. Entre-temps, la famille Garnault s'est agrandie avec la naissance de sept autres enfants, dont certains ne survivent pas aux conditions difficiles de l'époque : Marie-Louise (1811), David-Bénoni (1813), Eugène (mort-né en 1815), Catherine-Émélie (1816), Honoré (1820), Édouard (né et décédé en 1822) et, finalement, un enfant mort-né en 1824. Fidèle aux normes de son temps, Gertrude Garnault, en bonne mère de famille, est chargée des nombreuses corvées du foyer, veillant notamment à l'hygiène et l'éducation des enfants, à l'entretien ménager et à la gestion des poules et des vaches.

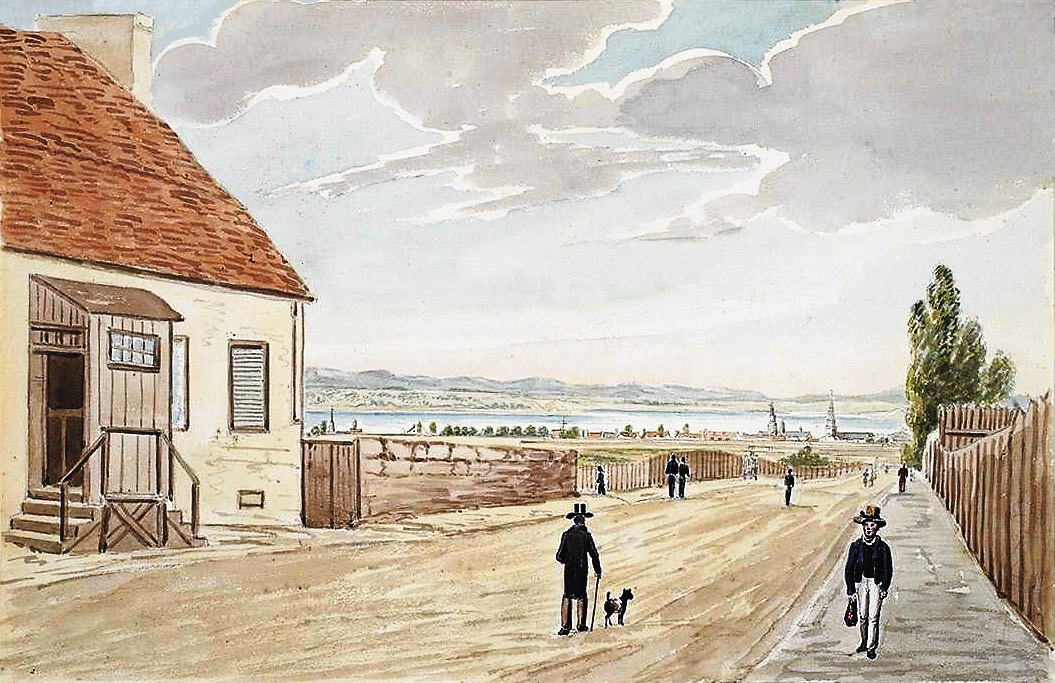
La rue Saint-Louis, à Québec, vers 1830.

À une époque où la ville de Québec est le centre névralgique du Bas-Canada, le petit François-Xavier grandit dans un quartier populaire à majorité francophone. Il apprend tout de même quelques rudiments d'anglais au contact de voisins anglophones. Il naît dans un contexte politique quelque peu trouble, alors que la colonie est à l'aube d'une guerre contre les États-Unis. Garneau grandira également marqué par les récits sur la Conquête de 1760. À cinq ans, il intègre l'école du professeur Joseph Parent, où il apprend à lire et à écrire. Son parcours scolaire se heurte toutefois aux manques de moyens familiaux et il peine à poursuivre sa scolarité malgré la détermination de ses parents à lui offrir une éducation.

#### Une occasion en or

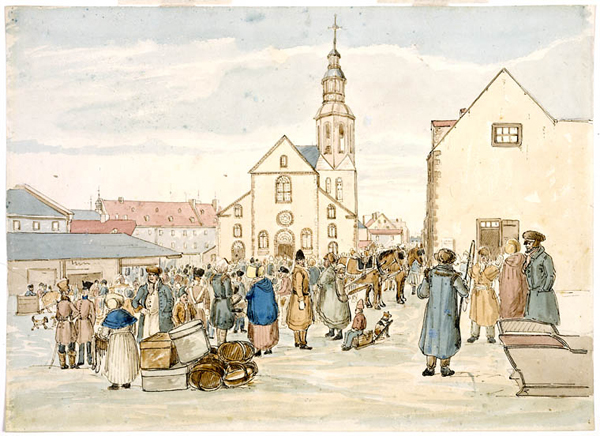
Le marché de la Haute-Ville vers 1830.

La chance lui sourit toutefois en 1821, alors que l'homme d'affaires et fonctionnaire Joseph-François Perrault met en place des écoles destinées aux enfants issus de milieux modestes. Mobilisant des prêtres catholiques, des marchands et des fonctionnaires, Perrault s'inspire de la méthode d'« enseignement mutuel » de Joseph Lancaster. Le potentiel de François-Xavier Garneau s'épanouit rapidement dans ce milieu : il est remarqué par la direction, qui lui fait tenir l'office de moniteur général.
Joseph-François Perrault s'avèrera être crucial au parcours de François-Xavier Garneau. Outre le fait de lui avoir offert l'accès à l'éducation, il le prend sous son aile à quatorze ans, alors qu'il le fait travailler dans son bureau de greffier à la Cour du banc du roi. Garneau y fera l'apprentissage de la culture juridique, maniant le vocabulaire légal au contact des enjeux du droit civil hérité de la Nouvelle-France. La relation de Garneau avec son mentor dépasse les frontières du bureau. Le jeune François-Xavier a la chance de passer du temps au domaine de Joseph-François Perrault, où il s'initie au débat politique et goûte aux plaisirs de la littérature. À la lecture du Canadien, il est mis au fait des tensions politiques qui animent le Bas-Canada de l'époque et tend l'oreille aux revendications politiques et identitaires des dirigeants du Parti canadien comme Louis-Joseph Papineau.
À l'aube de ses 16 ans, François-Xavier Garneau se fait conseiller par Joseph-François Perrault de poursuivre des études en notariat. Au printemps 1825, Perrault le présente alors à Archibald Campbell, un éminent notaire d'origine écossaise. Garneau passe cinq ans sous l'égide de ce fils de loyaliste américain, que le biographe Patrice Groulx décrit comme un « francophile déterminé ». Campbell est alors le notaire le plus en vue de Québec, multipliant les contrats auprès des puissants de la bourgeoisie d'affaires et de la Couronne, cette dernière lui conférant d'ailleurs le titre exclusif de « notaire royal ». S'il prend François-Xavier Garneau sous son aile, c'est qu'il cherche à l'époque à développer une clientèle auprès de la petite bourgeoisie francophone et il considère que ce jeune garçon de Québec inspire confiance. Pour François-Xavier, c'est une occasion inespérée d'apprendre le métier de notaire et de voir le monde : accompagnant un ami de Campbell, il passera un mois à New York, Buffalo et dans les Grands Lacs (notamment à Niagara) à l'été 1828. Le 23 juin 1830, après cinq années d'étude et de travail au poste de clerc, François-Xavier Garneau réussit son examen de notariat et peut officiellement exercer la profession.

### Débuts professionnels et engagement nationaliste
Après son assermentation, François-Xavier Garneau continue de pratiquer le notariat auprès d'Archibald Campbell. Il peut alors profiter de l'important réseau de contacts de son mentor, qui lui donne accès à une prestigieuse clientèle composée notamment de propriétaires immobiliers, de commerçants et d'armateurs. Son nouveau salaire lui permet de louer un local et de payer une pension à ses parents. Il arrive même à mettre de l'argent de côté. Sa fructueuse collaboration avec Campbell s'étendra jusqu'en 1842. Garneau aura alors cosigné des centaines d'actes au bureau de cet éminent notaire royal.
Entre-temps, le nouveau statut de François-Xavier Garneau lui offre accès à des cercles socioculturels auxquels il n'aurait même pas pu rêver quelques années plus tôt. Il fréquente alors les bibliothèques, notamment celle de la Chambre d'assemblée, et s'intéresse à la littérature et aux revues mensuelles (il lit probablement la Bibliothèque canadienne de Marcel Bibaud). En 1831, il intègre la Société littéraire et historique de Québec (fondée sous le nom de Literary and Historical Society of Quebec). Il constate alors la quasi-absence de publications historiennes écrites d'une perspective canadienne-française. Peu à peu, il cultive l'idée de mettre sa plume au service d'une telle cause. Entre-temps, il s'initie à la poésie, ébauchant « La coupe », un poème d'inspiration bonapartiste mettant en scène un Napoléon vaincu et en exil. Ayant fait la connaissance d'Étienne Parent, nouveau rédacteur en chef du Canadien, il publiera plus tard, anonymement, des poèmes d'inspiration nationaliste.
Au début des années 1830, il parcourt l'Europe à la manière des jeunes de l'élite anglo-saxonne de l'époque. Il visite alors la France, dans laquelle il entrevoit ses racines : « J'avais hâte de fouler cette vieille terre de France dont j'avais tant entendu parler par nos pères, et dont le souvenir, se prolongeant de génération en génération, laisse après lui cet intérêt plein de tristesse qui a quelque chose de l'exil ». Après avoir visité les grandes institutions parisiennes, il quitte la France pour Londres. Il devient alors le secrétaire de Louis-Michel Viger, député bas-canadien du Parti patriote, qui est de passage en Angleterre (il est le cousin de Louis-Joseph Papineau). Pendant près de deux ans, il sera le bras droit londonien de cette éminente figure politique du Bas-Canada, se rapprochant de plus en plus du combat des Patriotes. Il rentre à Québec le 30 juin 1833.
À son retour au pays, François-Xavier Garneau reprend le notariat à contrecœur, lui qui cultive encore l'ambition d'être un homme de lettres pouvant servir sa nation de sa plume. Il se remet donc à la poésie et pond quelques strophes d'inspiration patriotique et romantique («Ode», le «Canadien en France» ou encore «L'Étranger»). Parallèlement et après avoir tenté, sans succès, d'intégrer le monde des journaux, il fonde son propre canard en 1833 : L'Abeille canadienne. Il voit son journal comme un complément du Canadien, important journal patriote, et veut produire du contenu destiné « au peuple et particulièrement à la jeunesse canadienne et aux enfants qui fréquentent les écoles ». La publication n'a toutefois pas le succès escompté et Garneau doit mettre fin au projet en 1834.

### Rébellion des Patriotes et naissance de l'historien

#### Un contexte politique en ébullition
Pendant ce temps, le climat politique bas-canadien est une véritable poudrière. Les racines des tensions qui animent la colonie remontent jusqu'au moment de sa création. L'Acte constitutionnel de 1791, qui crée le Bas-Canada, met en place un régime parlementaire de type Westminster s'articulant autour de trois pouvoirs : la Couronne, représentée par le gouverneur de la colonie (et son Conseil exécutif) nommé par Londres et répondant au Bureau des colonies (Colonial Office), la Chambre d'assemblée, élue par le peuple (suffrage censitaire) et le Conseil législatif, nommé par le gouverneur et représentant l'aristocratie. Bien qu'elle soit élue, la Chambre d'assemblée (dont la majorité est francophone et catholique) voit son pouvoir et ses lois sévèrement limités par le gouverneur, par Londres et par le Conseil législatif.
Face à cette situation, la mise en place d'un Conseil législatif élu devient l'une des principales revendications des parlementaires à compter de 1833. À l'automne 1834, sous la houlette de Louis-Joseph Papineau, le Parti canadien (« Parti patriote ») remporte une écrasante majorité à la Chambre d'assemblée. En février, Papineau fait adopter par la Chambre les 92 résolutions, un document d'inspiration républicaine qui exige de la Grande-Bretagne des réformes démocratiques : une refonte du système gouvernemental (inspiré des États-Unis), un gouvernement responsable, le contrôle des dépenses publiques par l'Assemblée ou encore une stricte égalité de tous devant la loi.

Louis-Joseph Papineau s'adressant à la foule lors de l'assemblée des six-comtés, en 1837.

Ces demandes sont en majeure partie refusées par le pouvoir britannique, qui y répond par le biais des 10 résolutions de Russell. Cette impasse politique suscite un vif émoi au sein des milieux réformistes, ce qui mène à des boycottages, un refus d'étudier de nouvelles législations, des démissions en masse de fonctionnaires sympathiques aux revendications patriotes (dont des juges de paix) et l'organisation de grandes assemblées de protestations entre mai et novembre 1837. Ces troubles politiques mèneront éventuellement à une insurrection armée qui marquera l'histoire du Québec et mènera éventuellement à la dissolution du Bas-Canada : la rébellion des Patriotes.

#### La plume en guise d'épée
François-Xavier Garneau, qui s'est rapproché du Parti canadien depuis quelques années, ne peut rester indifférent face au mouvement de contestation. Outre ses poèmes nationalistes, il se mobilise pour supporter les 92 résolutions et assume des responsabilités au sein du mouvement. En mars 1834, il est membre d'un comité ayant pour objectif de récolter des appuis et devient cosecrétaire d'une assemblée de 500 patriotes à l'école de la porte Saint-Jean. Loin d'être une figure de proue du mouvement, il est toutefois assez actif pour devenir la cible des journaux conservateurs, notamment la Gazette de Québec, qui le présente comme un « républicain vantard et exalté mais soucieux d'ordre ».
Entre 1834 et 1836, Garneau continue à pratiquer le notariat et doit s'occuper de sa mère malade : Gertrude Garnault meurt en juillet 1835. Peu après, en août, il se marie à Esther Bilodeau, une jeune fille de 21 ans à qui il fait la cour depuis un bon moment. Le couple se fait construire une maison à La Canardière (au bord de la rivière Saint-Charles), sur le terrain des Bilodeau, qui désirent rester près de leur fille. À l'hiver 1836, Esther donne naissance au premier enfant du couple: Alfred. En plus du notariat, François-Xavier Garneau se consacre également à la traduction, notamment en devenant assistant-traducteur à  la Chambre d'assemblée, afin de subvenir aux besoins de son nouveau foyer. Éloigné des arènes intellectuelles et politiques par ses responsabilités familiales, Garneau cultive toutefois encore les ambitions d'un homme de lettres au service de sa patrie. Son biographe, Patrice Groulx, décrit cette période cruciale de son parcours:  

« Il est maintenant bien établi. Son mariage et la naissance d'Alfred l'obligent à se concentrer sur le travail. En poésie, il s'est fait un modeste renom. En politique, il est tiraillé entre le radicalisme des patriotes de Montréal et de la Montérégie et le modérantisme des Québecquois, mais il pressent que le Bas-Canada entre dans une phase décisive de son histoire. Comment se rendre utile? Les récents anniversaires historiques lui ont montré que la mémoire est aussi un champ de bataille. Lui que la chose militaire fascine mûrit un nouveau projet. »

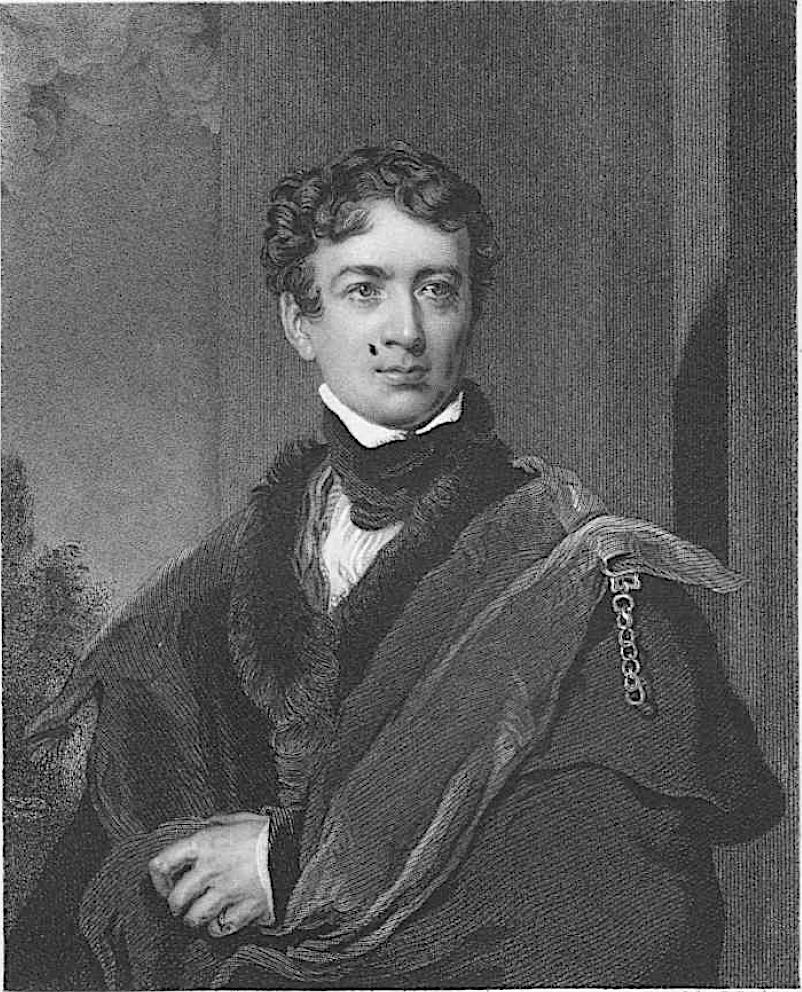
John George Lambton, 1er comte de Durham.

À l'automne 1837, lorsque les patriotes prennent les armes, François-Xavier Garneau ne compte pas parmi les combattants. Bien qu'il considère que les Canadiens français sont trop passifs et ne prennent pas en main leur destinée nationale, il préfère encore la plume à l'épée. Ainsi, il continue à publier des poèmes d'inspiration patriotique. Il s'adresse parfois directement aux autorités britanniques, notamment à l'administrateur colonial John George Lambton (Lord Durham), à qui il réclame une indulgence vis-à-vis des insurgés. À l'époque, Garneau, à l'image des réformistes tempérés, considère Durham comme le « moins mauvais choix » parmi les hommes susceptibles de ramener l'ordre et la justice dans la colonie. Ce dernier est toutefois extrêmement cinglant envers les Canadiens français dans le rapport qu'il présente à Londres. Proposant leur assimilation, il les décrit en ces termes :

« On ne peut guère concevoir de nationalité plus dénuée de tout ce qui peut donner de la vigueur et de l'élévation à un peuple que celle que présentent les descendants des Français dans le Bas-Canada, par suite de ce qu'ils ont retenu leur langue et leurs usages particuliers. Ils sont un peuple sans histoire et sans littérature »

#### Un changement de vocation
Alors que l'Acte d'Union est voté en mars 1840, fusionnant le Haut et le Bas-Canada pour créer le Canada-Uni, la famille Garneau s'agrandit avec la naissance de Marie-Esther-Victoria. Face au mépris de Lord Durham et la répression de l'administration coloniale, qui se traduit notamment par la loi martiale, les exécutions et les déportations, François-Xavier Garneau cultive peu à peu l'ambition d'écrire l'histoire de son peuple. Face aux tumultes des évènements politiques, il continue pour l'instant de trouver refuge dans la poésie, multipliant les strophes dans Le Canadien (« Louise. Une légende canadienne », « L'hiver », « Le dernier Huron » ou encore « Les exilés »). Ces nouveaux poèmes témoignent notamment de ses inquiétudes quant à l'avenir de sa nation. Son biographe, Patrice Groulx, souligne également que certains passages peuvent laisser penser qu'il s'est peut-être détourné du républicanisme.
Subitement, au printemps de 1842, François-Xavier Garneau se détourne du notariat et de la poésie pour se consacrer à la recherche historique. À l'automne, il devient « assistant-traducteur français » au Parlement. Bien qu'il reste généralement à Québec, il passe désormais parfois du temps à Kingston (ancien Haut-Canada, aujourd'hui l'Ontario), la ville où se trouve le nouveau siège du gouvernement du Canada-Uni. Ses nouvelles fonctions lui donnent accès à la bibliothèque parlementaire, qui s'avèrera cruciale en ce qui a trait aux sources qui serviront à ses futurs travaux historiens. Il puise également dans la bibliothèque de la Société littéraire et historique de Québec et, probablement, dans les bibliothèques privées des députés du Parlement. N'ayant pas étudié dans un séminaire ou un collège, François-Xavier Garneau, en autodidacte, s'inspire des méthodes de Voltaire, Sismondi, Niebhur, Michelet ou encore Guizot.
Épuisé par ses longues heures d'étude, François-Xavier Garneau est aux prises avec une santé préoccupante; il lui est arrivé de perdre connaissance sans signe avant-coureur. L'ex-notaire reste toutefois déterminé à poursuivre son œuvre. À l'été 1843, il passe au travers de ses sources et réfléchit aux orientations de son futur ouvrage. Vers la fin de l'année, par le biais d'un prospectus qu'il distribue aux parlementaires et fait publier dans les journaux, il rend publique son intention de s'attaquer à l'histoire du Canada français. Il la présente comme un récit ayant pour fil conducteur la combativité, qu'il s'agisse de lutter contre les Autochtones et les Anglais en Nouvelle-France ou d'assurer la survie de la Nation sous les lois du régime britannique. Il en parle en ces termes: « l'existence du peuple canadien n'est pas plus douteuse aujourd'hui qu'à aucune époque de son histoire. Sa destinée est de lutter continuellement. ». Garneau peint également le portrait d'une colonisation française qu'il dit pacifique et considère que les Autochtones n'ont pas le choix de suivre la marche du « progrès » s'ils ne veulent pas être laissés pour compte.
Le prospectus ne convainc pas tous les observateurs, notamment les journaux. François-Xavier Garneau se voit isolé car on juge que ses orientations historiennes délaissent la religion, notamment en accordant peu de place à L'histoire de la Nouvelle-France, un ouvrage publié par le père Pierre-François-Xavier de Charlevoix en 1744. Bien que Garneau reconnaisse à cette œuvre son caractère fondateur, il considère qu'elle pêche par ses biais religieux et ses « longues et nombreuses digressions sur les missionnaires dénuées d'intérêt ». À une époque où le clergé est une institution extrêmement influente auprès des Canadiens français, l'ambitieux historien prend des risques avec de telles positions. Afin de briser son isolement et gagner la confiance de l'épiscopat, Garneau participe à des campagnes de financement d'œuvres religieuses et décide de s'adresser directement au public. Il enchaîne donc les conférences sur diverses thématiques, notamment la découverte du Mississippi, la Conquête ou encore l'Acte d'Union, précisant ses positions sur la situation historique des Canadiens français. À ce propos, il se montre conservateur en reformulant, non sans polémique, la devise du Canadien : « Nos institutions, notre langue et nos lois, sous l'égide de l'Angleterre et de la liberté.». Analysant ce slogan, Patrice Groulx explique les perspectives de Garneau quant à l'avenir politique des Canadiens français :        

« Le premier volet de la devise renvoie à l'héritage français qu'il faut préserver tandis que le second représente la part d'héritage anglais que les Canadiens se voient refuser et qu'il persiste à revendiquer. Sa réflexion s'appuie aussi sur la géopolitique. Les États-Unis sont l'horizon de beaucoup de ses compatriotes et incarnent l'indépendance. Garneau sait bien que demander la protection de cet empire britannique qui veut les faire disparaître semble un contre-sens, mais il prévoit que les États-Unis seront le tombeau de la nationalité d'origine française. Condamné à vivre dans la dépendance de Londres ou de Washington, les Canadiens doivent faire valoir à la Grande-Bretagne qu'ils l'ont aidé à lui conserver la moitié du continent et que demander à traduire cette dette en droit. »

### L'Histoire du Canada:la grande œuvre de Garneau

#### L'Histoire au service de la Nation
Les manœuvres de Garneau portent fruit : la presse de Québec couvre ses démarches et la publication de son Histoire du Canada est désormais un évènement attendu. Entre-temps, à l'été 1844, sa carrière professionnelle prend un tournant majeur lorsqu'il accède au poste de greffier de la ville de Québec. Ce poste bien rémunéré (il gagne alors deux fois le salaire du maire) est accompagné d'une panoplie de responsabilités: assister aux assemblées hebdomadaires et extraordinaires, rédiger et traduire les procès-verbaux et la correspondance officielle, archiver ses documents et publier des comptes-rendus dans les journaux, délivrer les certificats d'électeurs et s'assurer du bon déroulement des élections annuelles, etc. Ces diverses tâches pèsent lourd sur l'horaire de Garneau, qui se voit alors obligé de travailler six jours par semaine à temps plein. Son entourage s'inquiète alors de l'avenir de ses ambitions historiennes, qui risquent d'être englouties par ses nouvelles fonctions particulièrement chronophages.
Mais François-Xavier Garneau est un bourreau de travail. Vers la fin de l'année 1845, il envoie ses premières épreuves à des proches et d'ex-patriotes dont il espère avoir le soutien et l'approbation : Étienne Parent, Jacques Viger, Georges-Barthélémi Faribault, Augustin-Norbert Morin et Pierre-Joseph-Olivier Chauveau. Si certains, comme Morin, sont satisfaits du travail de Garneau, il ne fait pas l'unanimité auprès de ses premiers lecteurs. Jacques Viger, en particulier, est même furieux à la lecture du manuscrit. Patriote mais plutôt conservateur, il est outré par la manière dont Garneau a traité de la question religieuse et lui reproche ses références à la France et à la philosophie des Lumières. Pour Patrice Groulx, cette attitude est symptomatique d'une « censure antilibérale qui s'organise au diocèse de Montréal depuis l'arrivée de Mgr Bourget. » Viger est tellement mécontent qu'il écrit à l'archidiocèse de Québec et se refuse à répondre à Garneau, qui ignore tout des mouvements en coulisses.
Quoi qu'il en soit, sous l'encouragement d'éminentes figures comme Louis-Hippolyte Lafontaine, le premier volume de L'Histoire du Canada. Depuis sa découverte jusqu'à nos jours paraît à la fin de l'été 1845. L'ouvrage de 558 pages cite 85 auteurs et titres d'horizons divers, notamment l'encyclopédiste Guillaume-Thomas Raynal et le missionnaire Charlevoix, et traite de la découverte de l'Amérique par les Européens ainsi que de l'Ancien Régime. Revendiquant la scientificité de la discipline historique, François-Xavier Garneau la met au service d'une histoire nationale qu'il place sous la bannière du combat pour la survie, sous l'égide de la liberté et du progrès. Reconnaissant aux autochtones les mérites de leur culture, contredisant Joseph de Maistre qui les considérait comme le produit d'une « civilisation dégénérée », il considère tout de même que leur défaite est due à leur incapacité à s'adapter à ce nouveau « progrès » nouvellement importé. Garneau ne manque pas de donner toute sa place au christianisme, dont il présente une interprétation humaniste au sein de laquelle Jésus est né « au sein du peuple ». Il souligne également la contribution des religieux, notamment des missionnaires, à la colonisation et à la fondation des institutions canadiennes. Toutefois, il se montre parfois critique du clergé et de certaines conceptions de la foi, dénonçant notamment l'exclusion des huguenots de la Nouvelle-France, critiquant le « délire de la dévotion » des Ursulines et des mères supérieures de l'Hôtel-Dieu, et qualifiant l'esprit de Mgr de Laval d'« absolu et dominateur ». N'hésitant pas à défendre la liberté de culte et une certaine conception de la laïcité, Garneau rappelle même, au risque de choquer les dévots, que le catholicisme, au même titre que le protestantisme, a sa part de responsabilité dans les guerres de Religion. Fait intéressant, c'est dans ce premier volume que François-Xavier Garneau crée le terme « Laurentides », pour désigner cette chaîne de montagnes du nord du Québec.
Ouvrage attendu, L'Histoire du Canada, de François-Xavier Garneau ne manque pas de susciter des réactions. La presse offre, de manière générale, une réception positive à l'œuvre de Garneau. Dans le Journal de Québec, Joseph Cauchon souligne la qualité narrative, la méthode et l'ambition de l'historien, émettant certaines réserves qu'il ne précise pas. La Minerve salue une « histoire parfaite et sans reproches » et le Canadien, qui s'est rapproché du clergé depuis le départ d'Étienne Parent, se contente de complimenter le talent de Garneau et d'honorer son projet. La presse anglophone reste quant à elle muette, ce qui ne semble pas étonner François-Xavier Garneau. Ce premier tome ouvre des portes à l'historien puisque la Société des Amis, dont est issue La Revue canadienne, et le Club social lui proposent de devenir « membre correspondant ». C'est toutefois à l'abri des regards que se préparent les plus fortes oppositions au projet historien d'envergure auquel il se consacre. En effet, Jacques Viger compte poursuivre sa cabale et tente de mobiliser le Haut clergé afin qu'il critique L'Histoire du Canada. L'archidiocèse de Québec, incarné notamment par Charles-Félix Cazeau, se montre toutefois prudent dans ses condamnations, se contentant de critiquer les inspirations philosophiques de l'ouvrage et de condamner certaines interprétations, notamment sur les huguenots ou les enjeux de l'eau-de-vie vendue aux autochtones. Considérant le manque de vigueur des critiques cléricales, Thomas-Benjamin Pelletier, préfet des études du Collège de Sainte-Anne-de-la-Pocatière, prend les choses en main et publie une charge contre l'ouvrage de Garneau dans Le Canadien. Publiant sous le pseudonyme de « Y », il dénonce l'inspiration voltairienne de l'historien, présente son œuvre comme suspecte pour tout Canadien religieux et « national », et la menace ouvertement de censure (chose qu'il fera dans son propre établissement).
François-Xavier Garneau n'est pas particulièrement impressionné par ces salves, d'autant plus qu'il a reçu le soutien d'une éminente figure de l'époque : Louis-Joseph Papineau. En exil à Paris, celui qui fut une figure de proue du mouvement patriote ne manque pas de compliments pour Garneau. Il félicite l'historien, à la fois pour son patriotisme et son dévouement à la vérité historique, et lui propose de le rencontrer éventuellement, promettant de l'alimenter en sources. Cet appui parisien ne passera pas inaperçu de l'autre côté de l'Atlantique :        

« À Québec, tout se sait sans délai, surtout si on cherche à ce que ce soit su! Garneau s'empresse de publiciser cet appui pour sa défense. Cazeau informe Viger que Papineau a écrit une regrettable lettre d'approbation à l'auteur, dont on comprend qu'elle complique leur complot. De son côté, l'abbé Pelletier découvre que « le brave historien » a « mis sur enclume son second volume » et repart en campagne avec une diatribe qui occupe presque toute la première page du Canadien, accusant Garneau de vouloir se faire un nom en France en présentant ses compatriotes comme un peuple aux idées libérales. Imperturbable, Garneau polit son deuxième tome. »

#### Deuxième et troisième tome
Malgré les critiques de certains conservateurs, ce deuxième tome, qui couvre la période entre 1690 et le début de la guerre de Sept Ans, est publié en avril 1846. Dans ce second volume, François-Xavier Garneau fait le récit des luttes entre Autochtones, Français, Anglais et Espagnols, soulignant la bravoure des habitants de la Nouvelle-France qui, malgré leur infériorité numérique, parviennent à survivre et à préserver leur héritage. Imperturbable face aux mauvaises langues, il continue se référer abondamment aux penseurs des Lumières, comme Voltaire et Raynal, bien que Charlevoix reste l'auteur le plus cité du volume. Comparant la Nouvelle-France et la Nouvelle-Angleterre, il se montre également critique à l'égard du régime français, à qui il reproche une intolérance religieuse qui aurait privé sa colonie d'éléments propices à son développement (il renchérit sur les huguenots). Garneau s'aventure même au sud de la frontière, utilisant des sources qu'il a puisées à Albany, dans l'État de New York, et s'appuyant sur des penseurs protestants américains comme Jeremy Belknap et George Bancroft. C'est dans ce volume qu'il qualifie pour la première fois les habitants de la Nouvelle-France de « Canadiens », plutôt que de « Français ». Patrice Groulx y voit la volonté de souligner un « basculement identitaire majeur » dans cette colonie française d'Amérique du Nord.
À la suite de la publication du deuxième volume, François-Xavier Garneau reste en contact avec O'Callaghan et Papineau, qui l'appuient dans sa recherche de sources et le mettent en contact avec des savants de leur entourage. Il tente également de développer son réseau en France, envoyant des exemplaires à des érudits et même au roi Louis-Philipe Ier. Épuisé par un rythme de travail infernal et affaibli par une épilepsie qu'il commence à développer, Garneau se voit toutefois forcé de prendre du repos. Les choses vont de mal en pis lorsqu'il développe le typhus à l'été 1847. François-Xavier Garneau frôle la mort mais, sous les soins de sa femme Esther, il parvient à se remettre sur pied et retrouve son poste de greffier le 25 septembre. Certains de ses proches réclament une subvention gouvernementale de 300 livres afin d'appuyer financièrement l'historien mais elle ne vient pas. Garneau continue également d'être sous le coup de critiques majoritairement issues des mouvances religieuses et conservatrices, notamment du diocèse de Montréal et de Jacques Viger, qui ne lâche pas l'affaire,.
Après avoir appuyé Papineau lors des élections de 1848 et reçu des subventions de Lafontaine, nouvellement élu à la tête du Canada-Est, Garneau, qui n'en est pas à ses premières critiques, maintient le cap et publie le troisième tome de son Histoire du Canada au printemps 1849,. Il y poursuit son récit historique, couvrant la période entre le début de la guerre de Sept Ans et l'Acte constitutionnel de 1791. La Conquête de 1759-1760 y occupe une place toute particulière. Dans son interprétation, François-Xavier Garneau considère que la France a abandonné sa colonie et que les Canadiens français, dans leur lutte acharnée, ne sont pas responsables de leur défaite. Dans ce troisième tome, sous les conseils de Louis-Joseph Papineau, il se montre moins critique de l'Église, à qui il offre une place de choix parmi les « trois symboles de la nationalité » canadienne, aux côtés du Français et des lois françaises. Il se montre toutefois beaucoup moins conciliant envers la Grande-Bretagne, à qui il reproche de nier à ses nouveaux sujets leurs droits et libertés et qualifie d'« incroyable tyrannie » la période entre la Proclamation royale de 1763 et la Constitution de 1791. Dans ce contexte de domination, François-Xavier Garneau attribue la survie des Canadiens français à leur unité et leur conservatisme, malgré un intérêt passager pour les idéaux de liberté émanant du républicanisme américain.
Ce troisième tome reçoit un accueil initial assez froid, alors que peu de critiques trempent leur plume dans l'encrier. Cela s'explique notamment par le fait que la colonie a d'autres préoccupations en tête. En effet, au moment de la nouvelle publication de Garneau, le Bas-Canada, avec Lafontaine en tête, tente de faire augmenter sa députation au sein du Canada-Uni afin de s'assurer une représentation plus équitable. Cet enjeu donnera lieu à un affrontement entre les réformistes de Lafontaine et Louis-Joseph Papineau, qui pourfend l'Union et réclame une augmentation proportionnelle à la population du Bas-Canada. Questionné par Pierre-Joseph-Olivier Chaveau, qui cherche conseil, Garneau se range plutôt du côté de la proposition de Lafontaine. Le 21 mars 1849, le projet de loi meurt en chambre, battu par une seule voix, alors que Louis-Joseph Papineau vote contre. L'ancien dirigeant patriote, isolé, se fait alors reprocher par les réformistes d'être l'unique responsable de leur défaite. L'année 1849 sera tumultueuse jusqu'au bout puisque des torys de Montréal, frustrés par la décision des réformistes de dédommager les familles ruinées par la répression loyaliste de 1837-1838, mettent feu au parlement en avril. La bibliothèque de l'institution part en fumée et Garneau compare les émeutiers aux Vandales à Alexandrie.

#### Une seconde édition au cœur des enjeux de l'époque
Au printemps de la même année, François-Xavier Garneau s'inscrit à la nouvelle bibliothèque de l'Institut canadien. Il en profite pour diversifier ses sources, empruntant près de 220 ouvrages à cette institution. C'est que Garneau, malgré ses responsabilités de greffier et après avoir brièvement envisagé de reprendre le journalisme, va bientôt s'atteler à la rédaction d'une deuxième édition en trois volumes, accompagnée d'un quatrième tome. Grâce notamment aux conseils et aux témoignages d'O'Callaghan et de Papineau et aux subventions gouvernementales, qui le forcent à défendre son intégrité dans la presse, il achève ce projet en novembre 1852. Affichant des perspectives plus pessimistes qu'auparavant, Garneau offre un ultime tome dans lequel il aborde les évènements récents de l'histoire canadienne, de l'Acte constitutionnel à l'Union, en passant par la rébellion des Patriotes. L'historien, toujours dans le paradigme des luttes politiques, souligne l'autoritarisme du gouverneur James Henry Craig et relate les difficultés qu'on eu les Canadiens français à obtenir leurs droits et prendre place au sein des institutions. Bien qu'il inscrive le soulèvement de 1837-1838 dans le cadre des combats pour la préservation identitaire, il se garde bien de soulever sa propre implication, comme le souligne Groulx :

« Les confidences de Papineau, O'Callaghan, Parent, Neilson et Légaré épicent ou nuancent le récit. Mais Garneau traite avec distance l'effervescence qui a entouré l'adoption des Quatre-vingt-douze Résolutions, comme s'il n'y avait jamais pas pris part, et laisse clairement entendre qu'il s'est tenu à l'écart des agitateurs. Et quelle trace laisse-t-il des deux années qu'il a lui-même passées à Londres au service de la Chambre d'assemblée? Il expédie en une seule ligne les accusations contre le procureur général Stewart. Essaie-t-il de ménager l'ex-maire George Okill Stuart, son neveu, qui l'a tacitement appuyé au conseil municipal lors de sa maladie en 1847? »

Dans son interprétation des soulèvements, François-Xavier Garneau dédouane O'Callaghan et Papineau, qu'il ne considère pas comme étant responsables de la tournure des évènements. Il fait plutôt porter la responsabilité aux jeunes leaders patriotes, qu'il considère d'ailleurs comme ayant été instrumentalisés par le régime après l'Union. La plume de Garneau se montre toutefois clémente envers le gouverneur Gosford, à qui il attribue une attitude plus modérée et une volonté d'inclure les Canadiens au sein des Conseils exécutifs et législatifs. Afin de ne pas être accusé de servir une faction, il évite également de mentionner directement le rapport Durham. Comme le rappellent ses critiques de l'évolution du Parti réformiste, souligne Groulx, François-Xavier Garneau n'abandonne tout de même pas le costume de l'historien national engagé :

« Avant d'écrire les derniers mots, Garneau suspend sa plume. Entre-t-il dans les attributs de l'historien du temps présent de prescrire un comportement à ses concitoyens? Il en est persuadé, comme au jour où il dénonçait les tyrans dans ses poèmes, car toute son Histoire du Canada n'est pas seulement une réplique à la conception de l'histoire de Durham, elle est surtout une dénonciation de son horizon: l'Union et l'effacement de la nationalité française en Amérique du Nord. Il croit cependant que la camisole de force se desserre et il réitère sa thèse de 1844: la protection de l'Angleterre est préférable à l'indépendance. »

### La fin d'une œuvre et les dernières années

#### Une situation financière précaire
Après la publication de la seconde édition, Garneau parvient à rembourser l'imprimeur Lovell grâce aux subventions gouvernementales dont il a bénéficié. L'historien s'attèle ensuite, grâce aux quelques contacts qu'il entretient en France et aux États-Unis, à la diffusion de son œuvre à l'étranger. Assurant des ventes à Montréal, New York, Boston ou encore Londres, il se concentre particulièrement sur Paris. Mais les ventes sont décevantes en France et elles le sont tout autant au Canada. Malgré ses efforts publicitaires et la rédaction d'une importante correspondance à la recherche d'appuis, Garneau n'obtient pas le succès escompté; au début de l'année 1854, il n'a même pas encore vendu une centaine d'exemplaires à Québec et doit se contenter de douze petites ventes à Montréal.

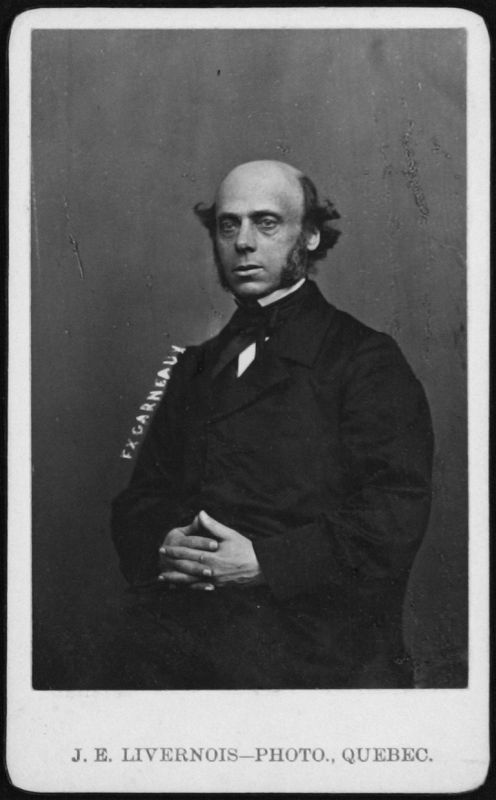
François-Xavier Garneau vers 1865.

Malgré son manque de succès commercial, François-Xavier Garneau obtient tout de même de la reconnaissance lorsqu'il est élu président honoraire de l'Institut canadien en février 1855. Cette fonction lui permet alors de rester au cœur de la vie culturelle de Québec. Malgré tout, il est rattrapé par les difficultés financières de son Histoire du Canada, qui se vend à perte et l'oblige à vivre à crédit. En manque d'argent, il accepte l'offre d'Augustin Côté, un éditeur canadien qui lui propose de rédiger un « abrégé d'histoire canadienne » destiné aux élèves de l'instruction publique. Il résume alors les 1240 pages de son Histoire du Canada en 250 pages et, afin d'avoir l'approbation d'un clergé omniprésent dans le domaine de l'éducation, supprime les passages concernant l'exclusion des huguenots, « le délire de la dévotion » ou l'esprit dominateur de Mgr Laval. Son abrégé se distingue tout de même des manuels scolaires de l'époque dans son interprétation peu élogieuse de la Conquête et de ses supposées répercussions bénéfiques. Tiré à 6000 exemplaires, l'ouvrage est un succès bien accueilli par la critique, même si François-Xavier Garneau n'était pas très intéressé par le projet. Il fera la fortune de son éditeur, mais Garneau ne pourra profiter de cette manne, ayant signé un contrat à forfait pour 100 livres.

#### Une dernière édition de l'Histoire du Canada
En 1859, François-Xavier Garneau travaille sur une troisième édition de son Histoire du Canada. Il s'attèle à cette tâche possiblement par besoin d'argent et avec l'objectif de répondre à l'abbé Ferland, qui vient de rééditer ses Relations des Jésuites et publie des cours d'histoire sous forme de feuilletons. L'ultime édition d'Histoire du Canada sort le 9 septembre 1859. Elle est saluée par la presse de Québec, qui souligne la persistance de Garneau à travers sa carrière d'historien. Cette troisième édition a pour principaux ajouts une section sur les origines des Canadiens, des passages sur les découvertes des explorateurs canadiens, notamment La Vérendrye et la découverte des rocheuses, ainsi que de nouveaux détails sur la conquête, la révolution américaine, l'administration Craig et l'esclavage. Les passages sur les explorations sont particulièrement populaires auprès du public. Bien que les publications de l'abbé Ferland lui fassent de l'ombre, cette ultime édition se vend beaucoup mieux que les précédentes, permettant même à Garneau d'engendrer un bénéfice commercial pour la première fois. 

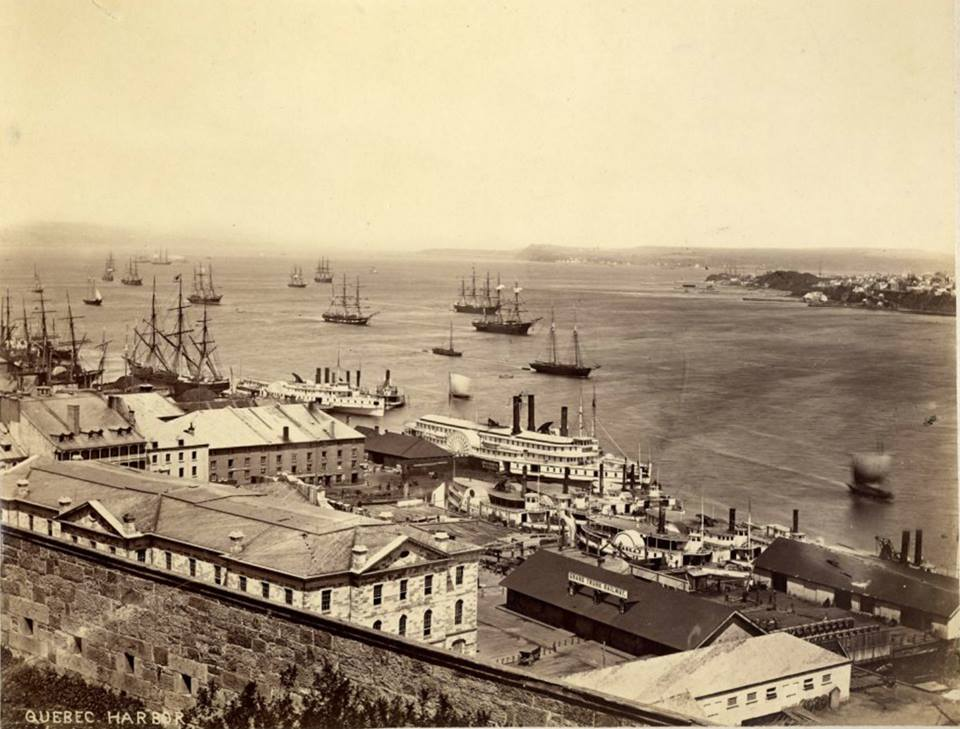
La basse-ville et la rade de Québec vers 1870.

Après avoir assuré la traduction en anglais de son Histoire du Canada, François-Xavier Garneau, rattrapé par des années de travail acharné, prend sa retraite et quitte son poste de greffier à l'hiver 1863. Dans ses dernières années, il publie une dernière conclusion à l'Histoire du Canada, d'abord dans la Revue canadienne, avant de l'intégrer officiellement au livre en juillet 1864. Pessimiste à quelques années de l'avènement de la Confédération canadienne, il l'écrit comme une mise en garde, rappelant que Lord Durham lui-même espérait voir les colonies anglaises fédérées. L'intégration de deux nouvelles colonies de langue anglaise est pour Garneau synonyme d'une marginalisation des francophones.

### Mort
Victime d'une crise d'épilepsie combinée à une pleurésie qu'il a contractée, François-Xavier Garneau meurt chez lui le 3 février 1866, entouré de ses proches. Il repose aujourd'hui au cimetière Notre-Dame-de-Belmont, à Québec.

## Généalogie
Le premier ancêtre connu de François-Xavier Garneau s'appelait Louis Garneau.

## Œuvres

### Ouvrages
- 1836 : Siège de Québec, en 1759
- 1845 : Histoire du Canada depuis sa découverte jusqu'à nos jours (Environ 1534 à 1840, en quatre volumes)
- 1855 : Voyage en Angleterre et en France, dans les années 1831, 1832 et 1833 (réédité en 1878, de manière abrégée, sous le titre Voyages).
- 1856 : Abrégé de l'histoire du Canada depuis sa découverte jusqu'à 1840
- 1864 : Additions à l'histoire du Canada

### Revues et journaux

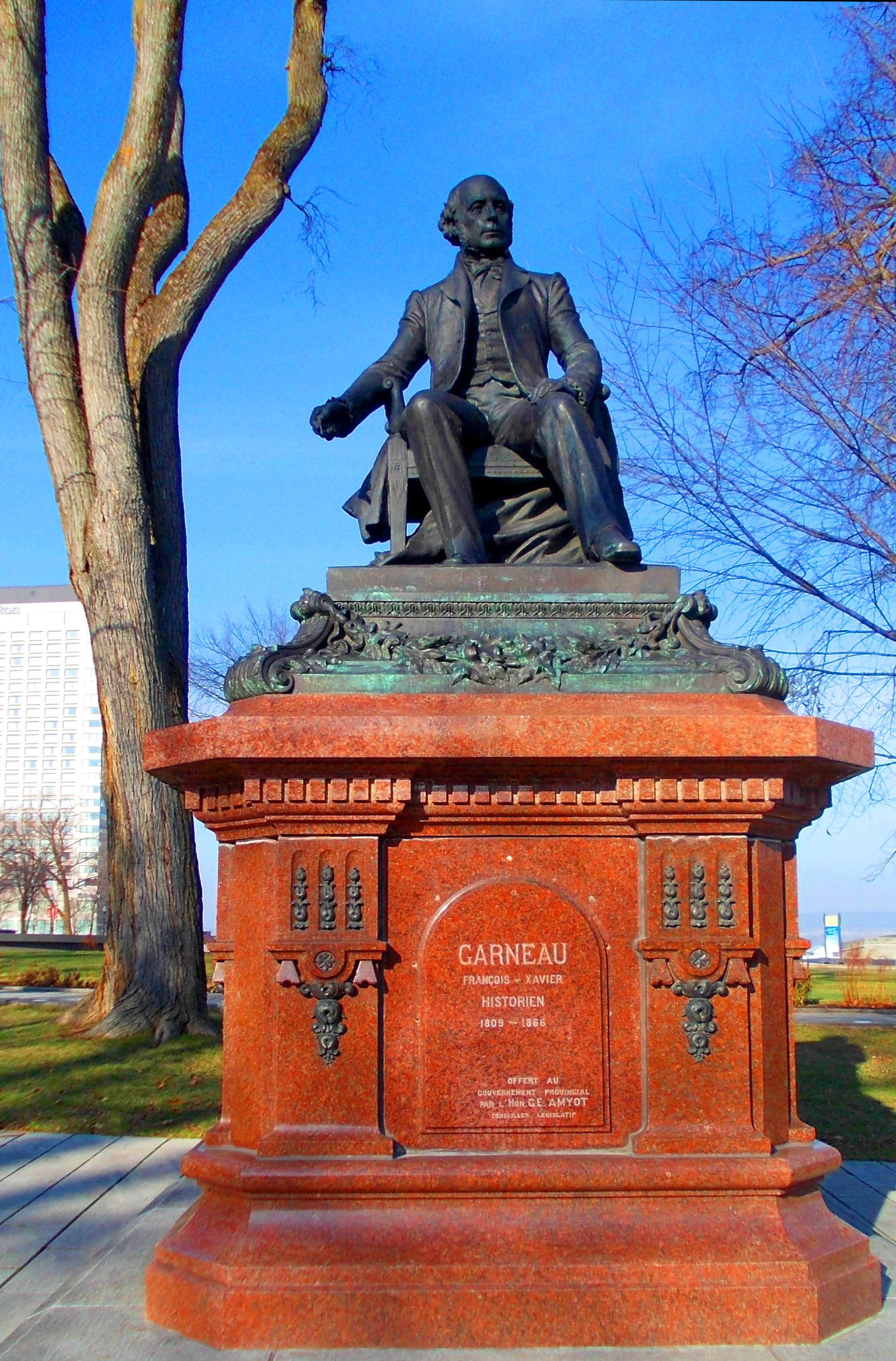
Sculpture de François-Xavier Garneau (ville de Québec)

- L'Abeille canadienne, 1833
- Le Canadien
- L'Institut

## Hommages
Plusieurs hommages ont été rendus à la mémoire de François-Xavier Garneau au fil des ans. Il a notamment été désigné « Personnage historique national » du Canada le 20 mai 1937 et « Personnage historique » du Québec le 3 février 2016. Le Cégep Garneau de Québec est nommé en son honneur. La médaille François-Xavier Garneau est également une récompense soulignant une contribution remarquable dans le domaine de la recherche en histoire du Canada.
Son nom est aussi très présent dans la toponymie québécoise. On compte notamment la Maison François-Xavier-Garneau, située au 14 rue Saint-Flavien à Québec. Le canton Garneau, situé dans la région de Chaudière-Appalaches, se trouve entre le fleuve Saint-Laurent et la frontière canado-américaine de l'État du Maine. Sa population se concentre dans deux hameaux, Freppel et Lalement, et dans deux municipalités, Sainte-Félicité et Sainte-Perpétue.
Plusieurs rues honorent sa mémoire : 
- L'avenue François-Xavier-Garneau à Laval[91]
- L'avenue Garneau à Baie-Comeau[92]
- L'avenue Garneau à Saint-Pie[93]
- La rue François-Xavier-Garneau à Belœil[94]
- La rue François-Xavier-Garneau à Boucherville[95]
- La rue François-Xavier-Garneau à Lévis[96]
- La rue François-Xavier-Garneau à Salaberry-de-Valleyfield[97]
- La rue François-Xavier-Garneau à Sainte-Julie[98]
- La rue Garneau à Drummondville[99]
- La rue Garneau à Gatineau[100]
- La rue Garneau à Longueuil[101]
- La rue Garneau à Québec[102]
- La rue Garneau à Montréal[103]
- La rue Garneau à Saint-Bruno-de-Montarville[104]
- La rue Garneau à Saint-Hyacinthe[105]
- La rue Garneau à Saint-Jean-sur-Richelieu[106]
- La rue Garneau à Sherbrooke[107]

On trouve également les parcs suivants :
- Le parc Garneau à Baie-Comeau[108]
- Le parc Garneau à Ville-Émard[109]
- Le parc F.-X. Garneau à Outremont[110]